# Incamyia chilensis
Incamyia chilensis là một loài ruồi trong họ Tachinidae.